# Herbert I de Meaux
Herbert I de Vermandois (n. cca. 848/850 – d. 907) a fost conte de Champagne și de Vermandois, precum și senior de Senlis, Péronne și Saint-Quentin, și a fost fiul lui Pepin de Vermandois.

## Căsătorie și urmași
Multe lucrări de specialitate consideră că soția sa a fost Bertha de Morvois. Principala bază pentru această ipoteză o constituie Historia Walciodorensis Monasterii, o lucrare a fondatorului mănăstirii din Waulsort, Ybert de Ribemont (Eilbertus, Elbertus), care include o genealogie prefabricată. Celor doi le sunt atribuiți următorii copii, deși încă o dată mărturii contemporane rămân de dorit:
- Herbert al II-lea de Vermandois[5] (n. cca. 880–d. 943)
- Beatrice de Vermandois (n. cca. 880–d. 931), căsătorită cu regele Robert I al Franței.
- Cunigunda de Vermandois (d. 943)
- Adela de Vermandois